# 殻斗果

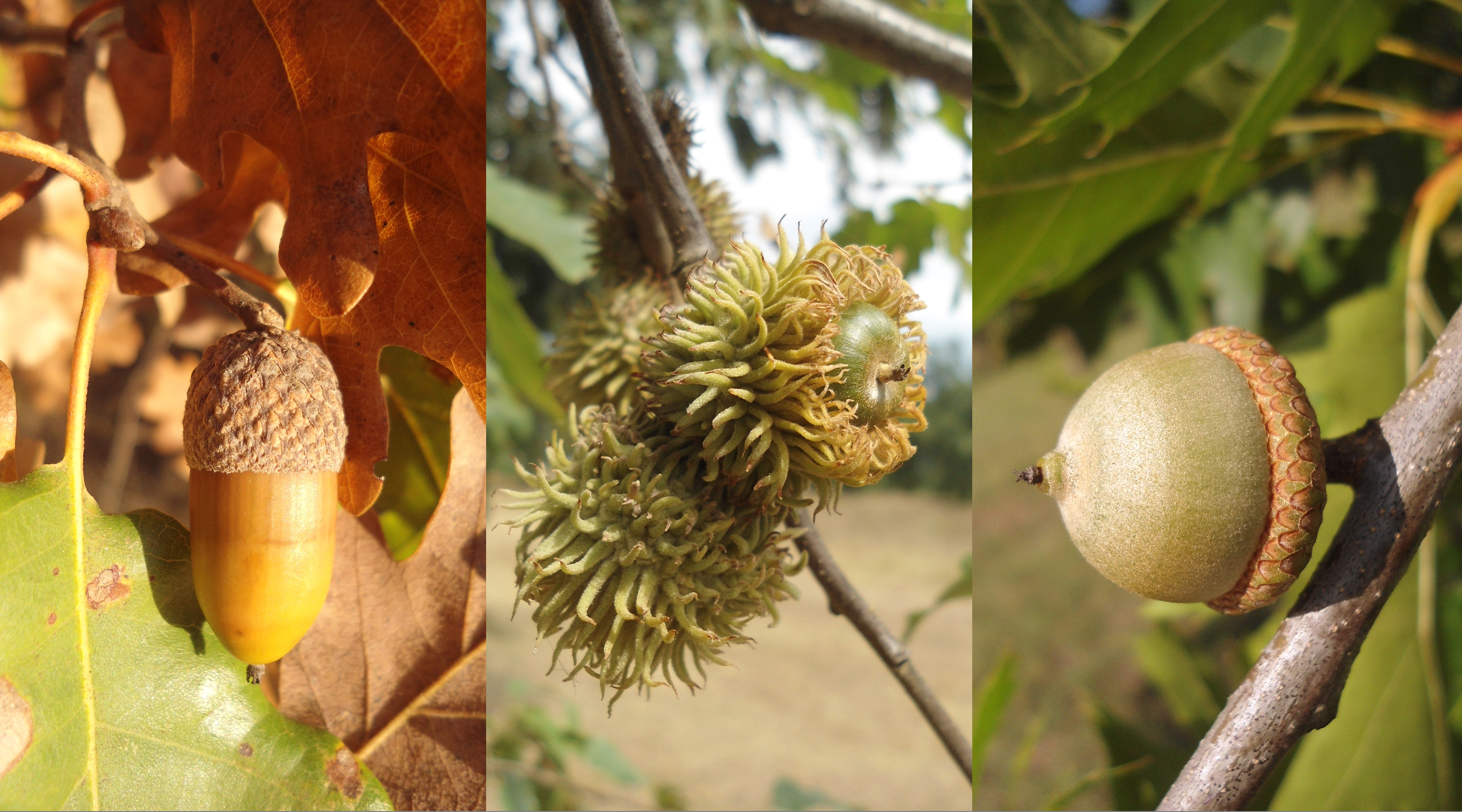
1. 左から: Quercus pubescens, Quercus cerris, Quercus rubra の殻斗果

殻斗果（）またはどんぐり状果（）（英: calybium）とは果実の1型であり、一部または全体が殻斗（）（cupule, cupula）で覆われた堅果（果皮か堅く木化し1個の種子を含んだ非裂開果）のことである（図1）。ブナ科に見られる。殻斗とは総苞片（花の集まりの基部にある特殊化した葉）が合着変形した構造であり、ドングリのお椀やクリのいがとなる。

## 定義
果実のうち、堅く木化した果皮が1個の種子を包み、裂開しない果実は堅果とよばれる。ブナ科の堅果は、一部または全体が殻斗で覆われており、殻斗と合わせて殻斗果とよばれる。殻斗とは、花（雌花）の集まりの基部にある特殊化した葉（総苞片）が木化・合着した構造である。クリなどでは3個の堅果が（下図2a）、ブナなどでは2個の堅果が（下図2b）、スダジイなどでは1個の堅果が（下図2c）殻斗で完全に包まれているが、クヌギ、コナラ、シラカシなどでは1個の堅果の基部側のみが殻斗で包まれている（下図2d, e）。クリなどの殻斗はいがで覆われ（下図2a）、ブナやクヌギ、カシワ、アベマキなどでは苞の先端が癒合せずに殻斗がささくれており（下図2b, c）、コナラやマテバシイなどでは殻斗表面が鱗片状（下図2d）、シラカシやアラカシなどでは殻斗表面に環状模様（下図2e）を形成している。

## ギャラリー

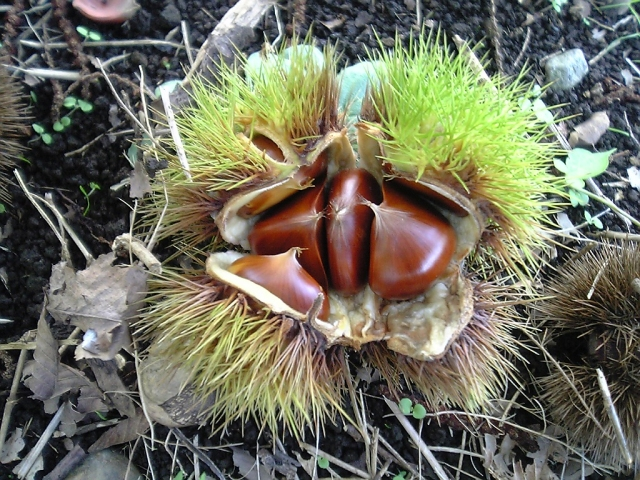
ニホングリ
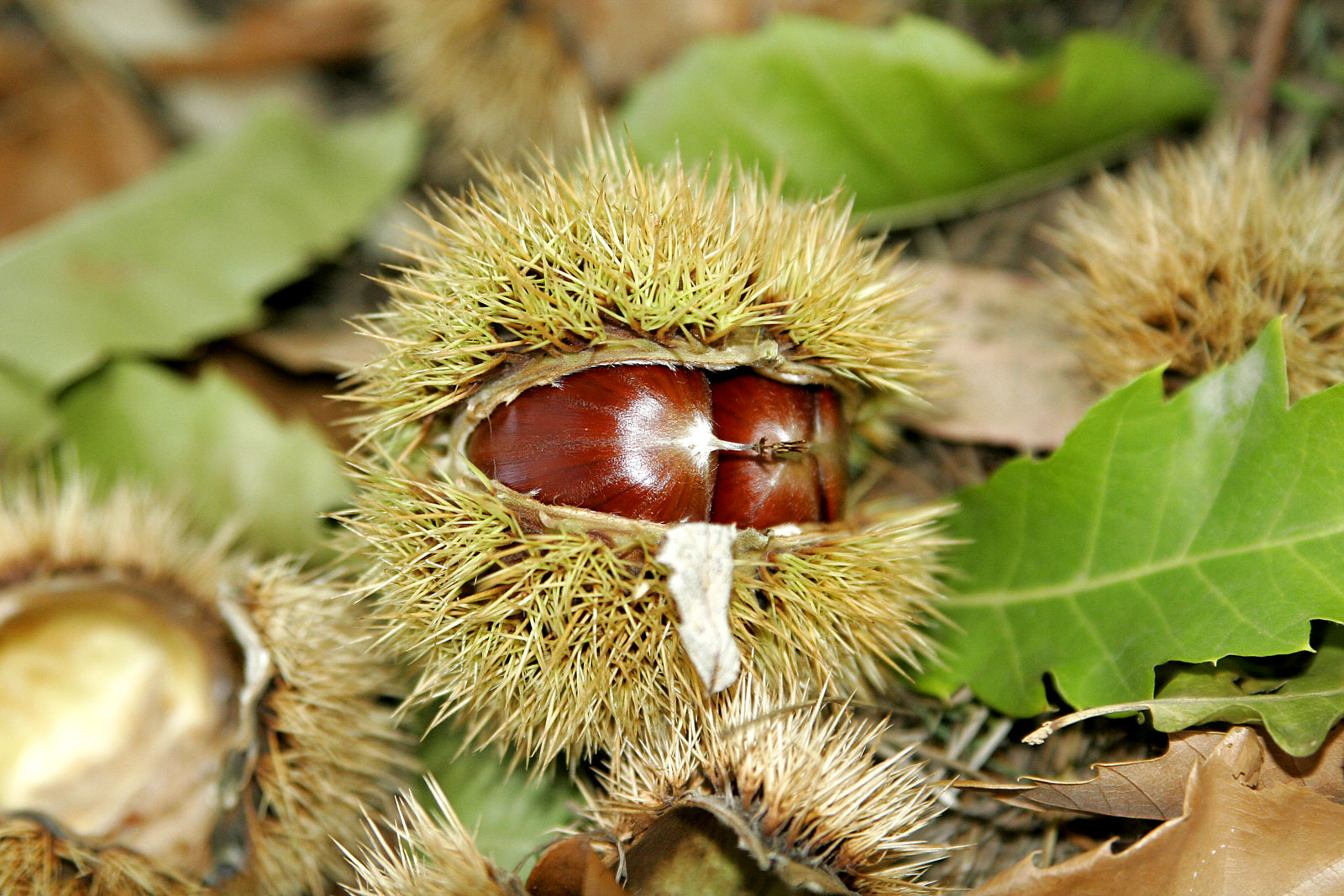
ヨーロッパグリ

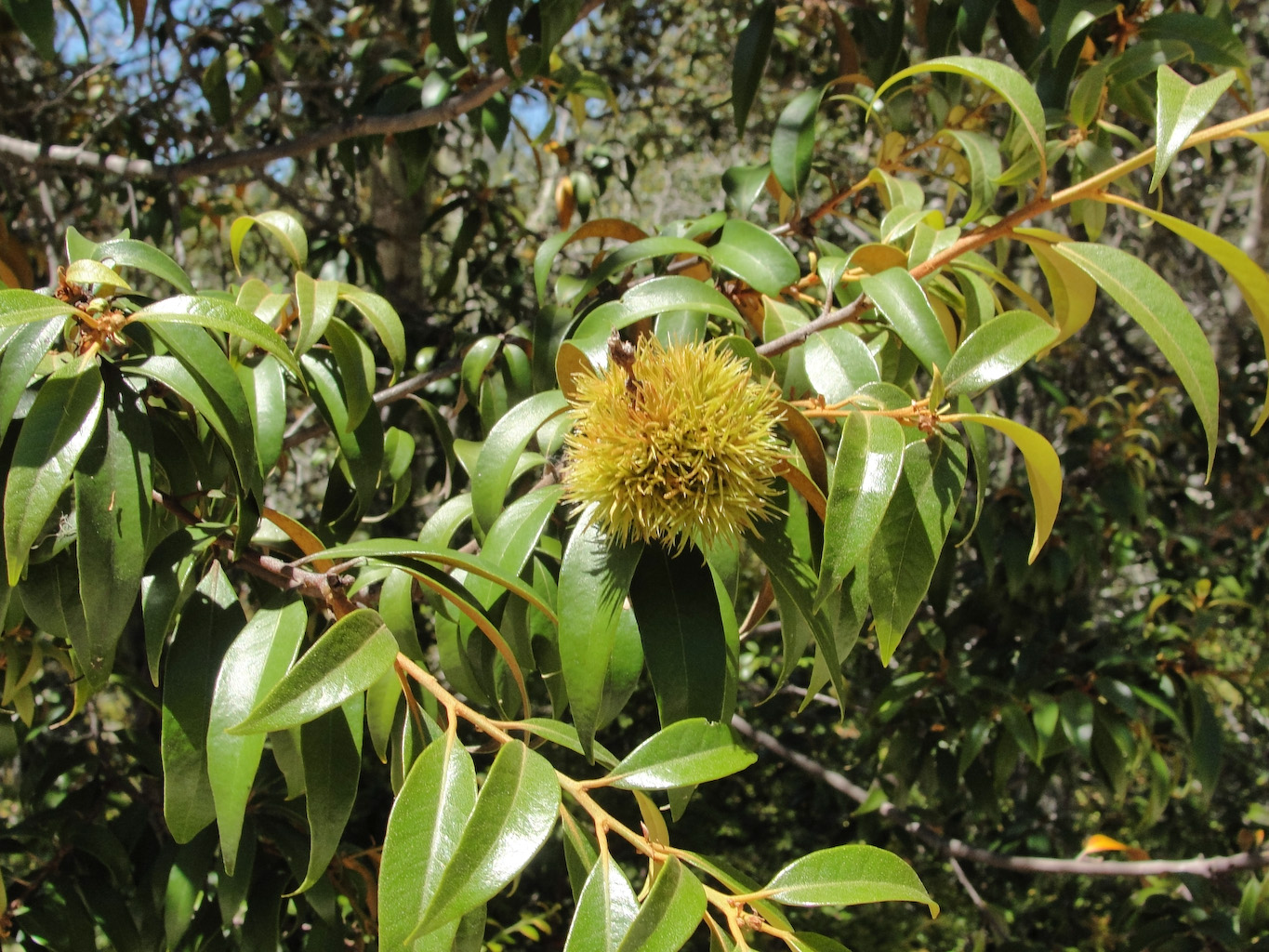
ゴールデンチンカピン
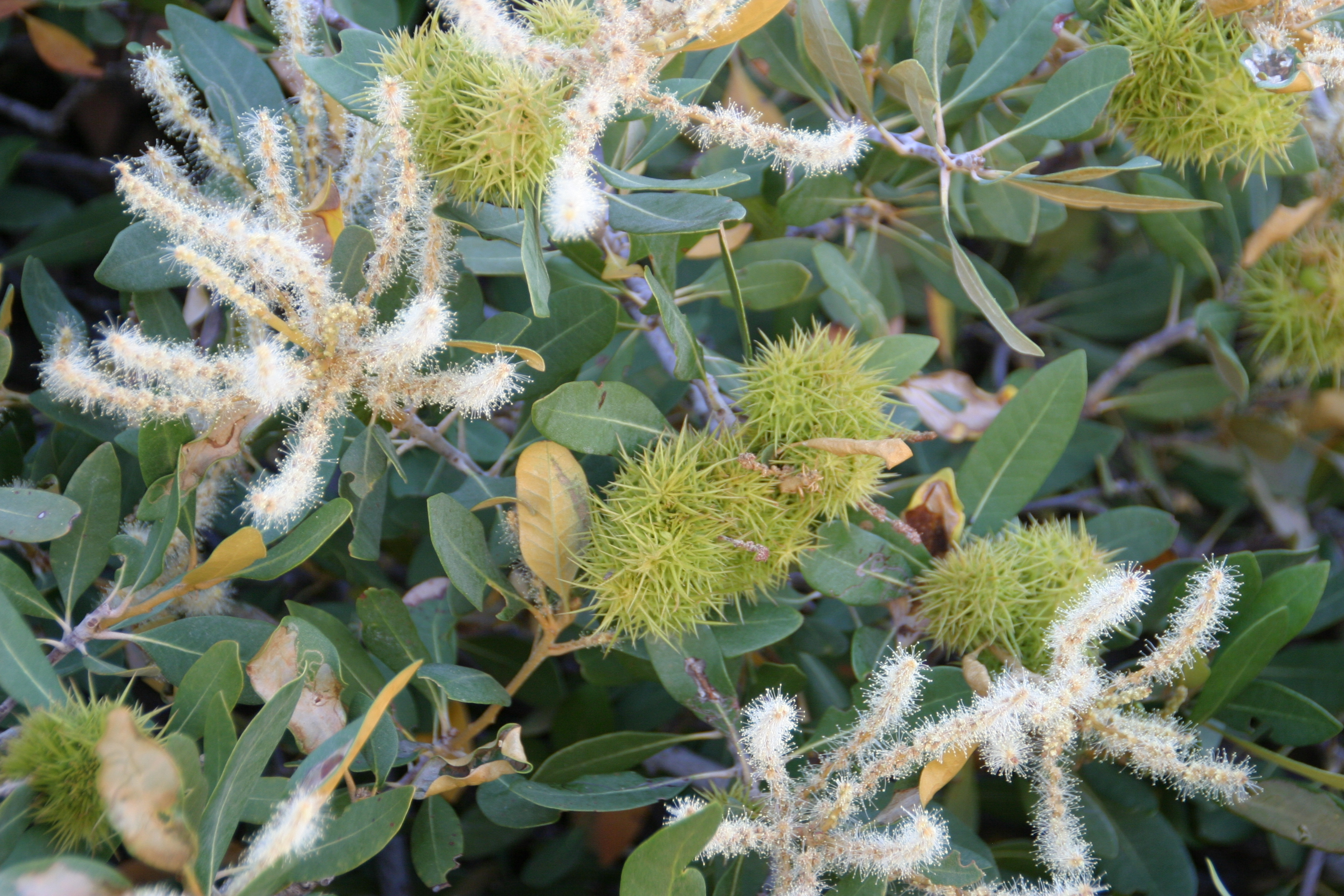
ブッシュチンカピン

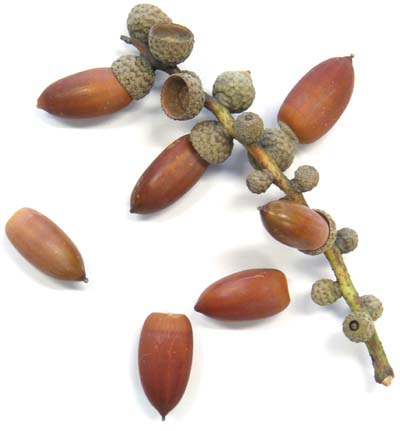
マテバシイ

コナラ属コナラ亜属

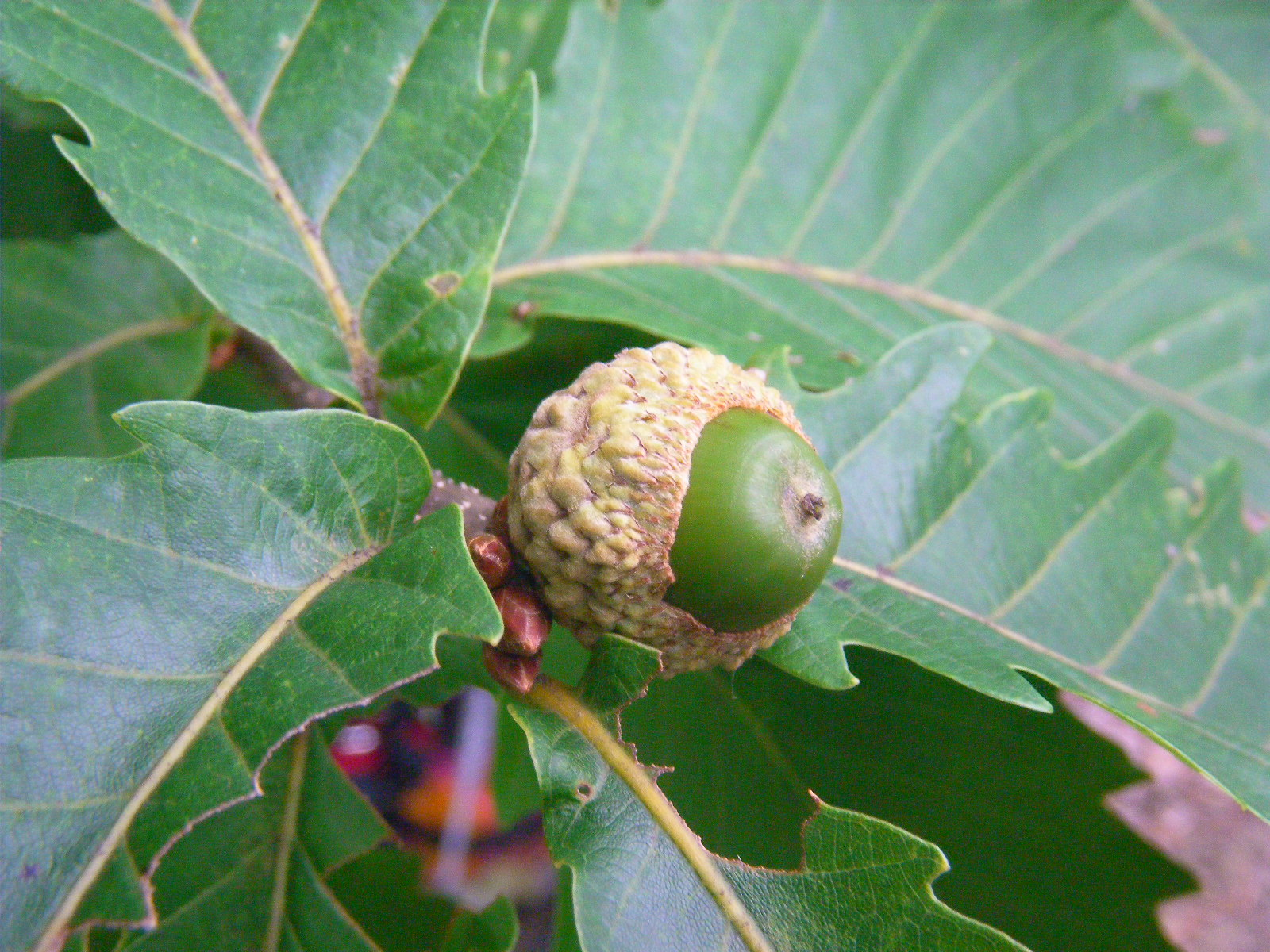
ミズナラ
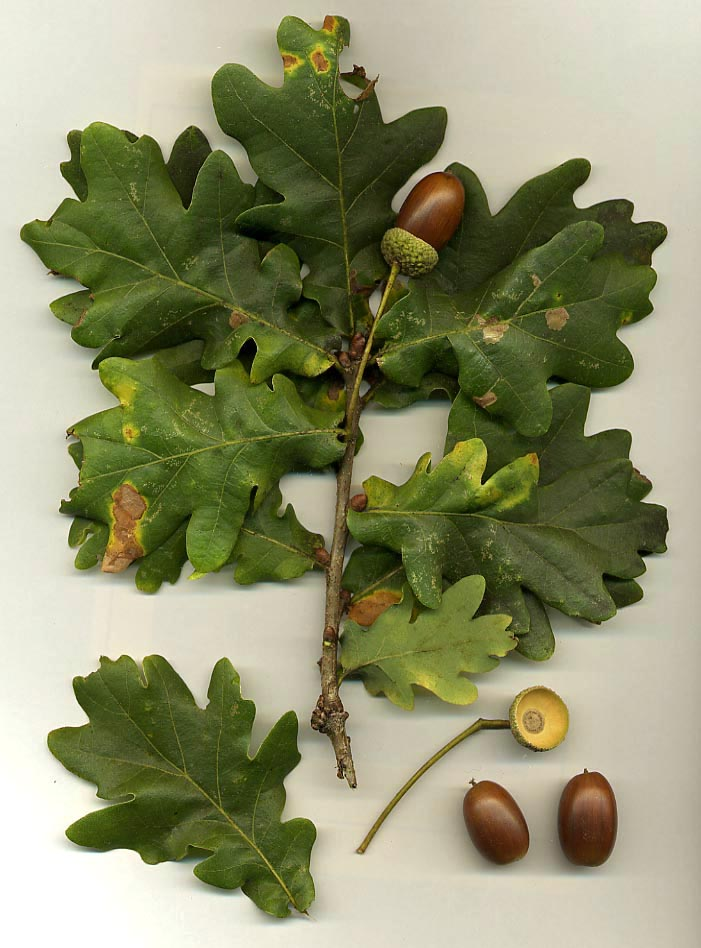
イングリッシュオーク
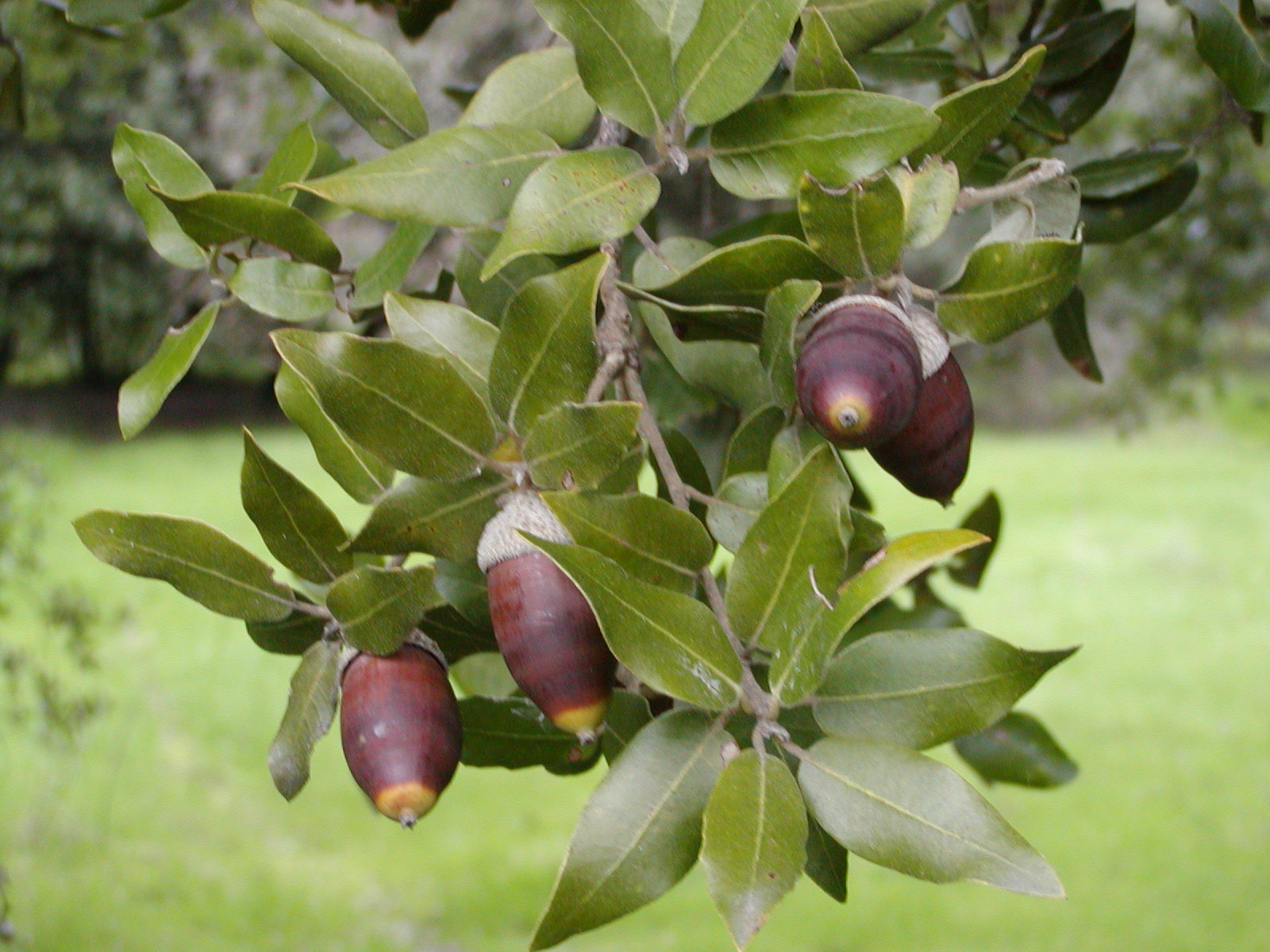
トキワガシ

コナラ属アカガシ亜属

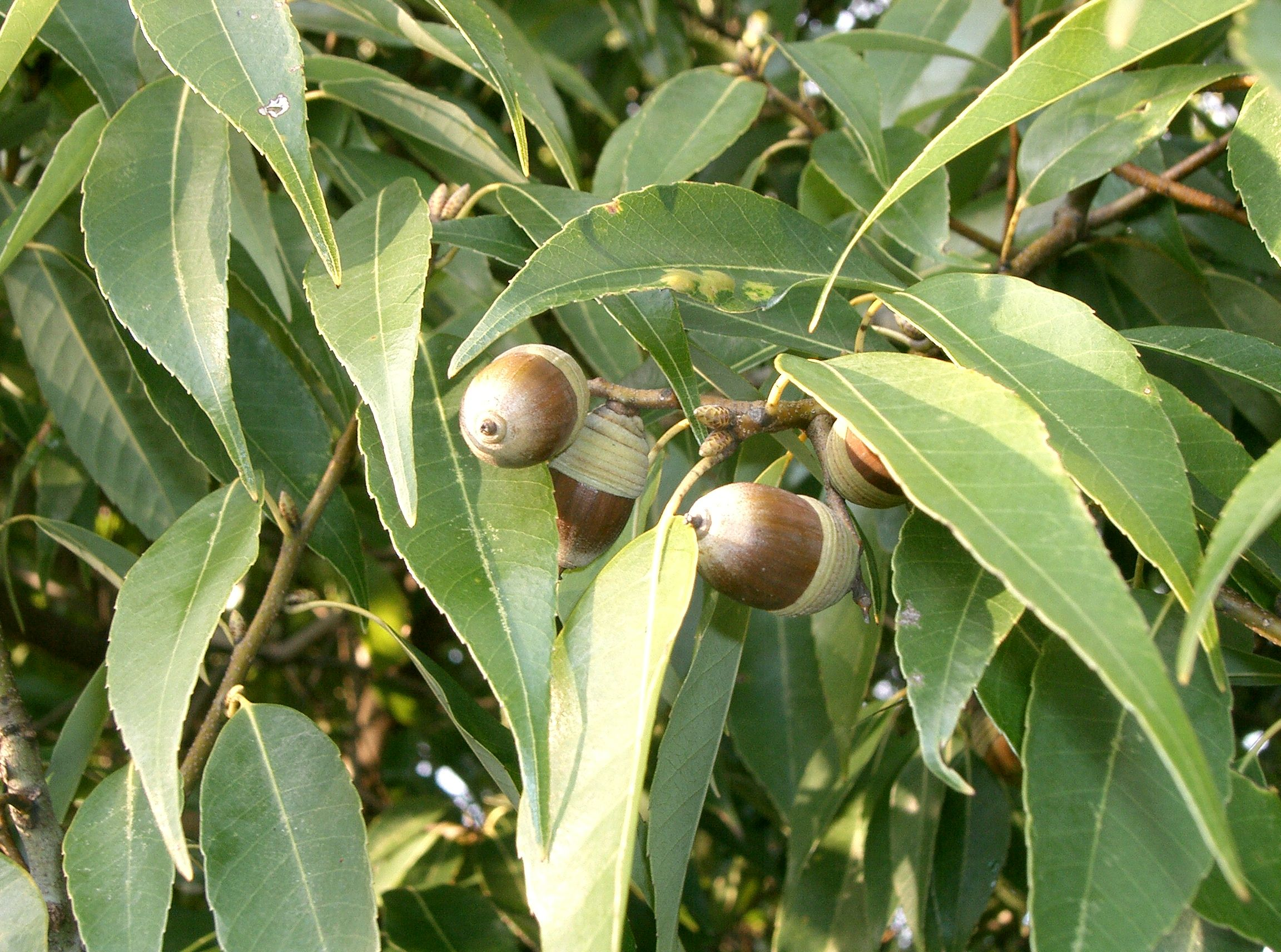
シラカシ
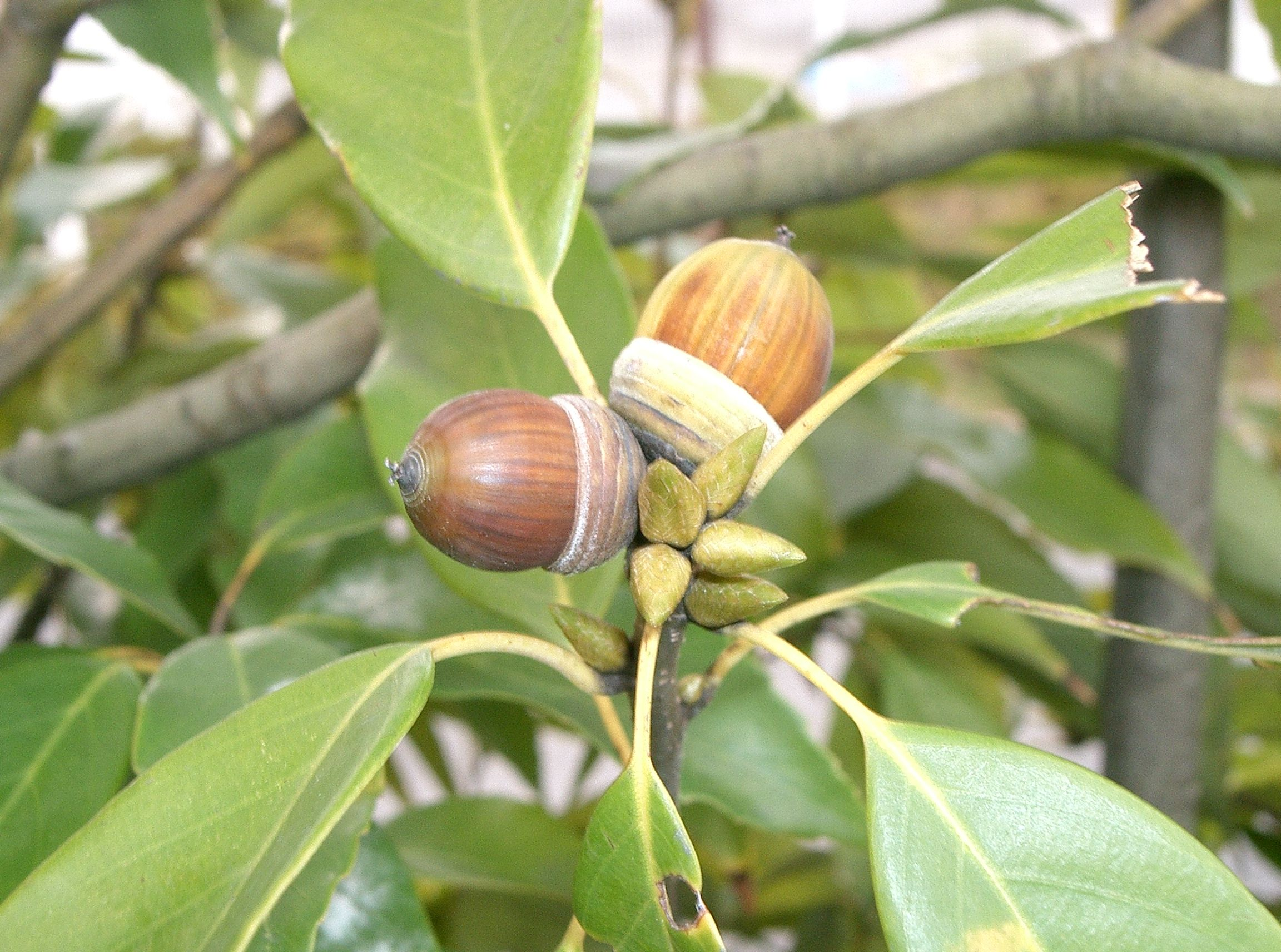
アラカシ

クリ属
- ニホングリ
- ヨーロッパグリ

トゲガシ属
- ゴールデンチンカピン (Chrysolepis chrysophylla)
- ブッシュチンカピン

ノトリトカルプス属

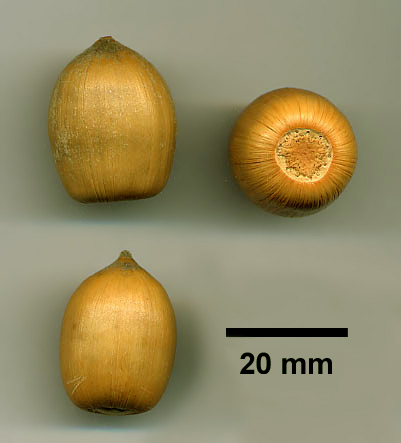
タンオーク (Notholithocarpus densiflorus)

ブナ属

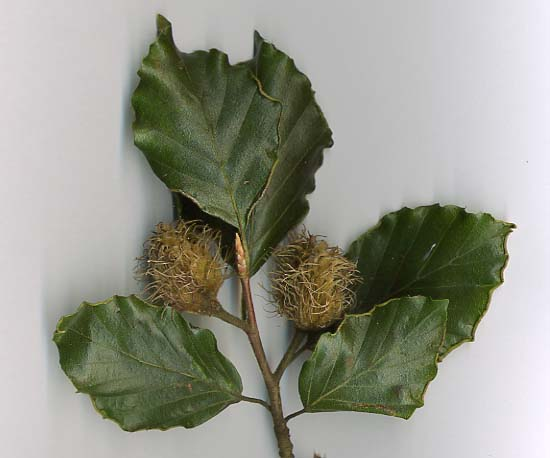
ヨーロッパブナ

マテバシイ属
- マテバシイ

ナンキョクブナ科ナンキョクブナ属

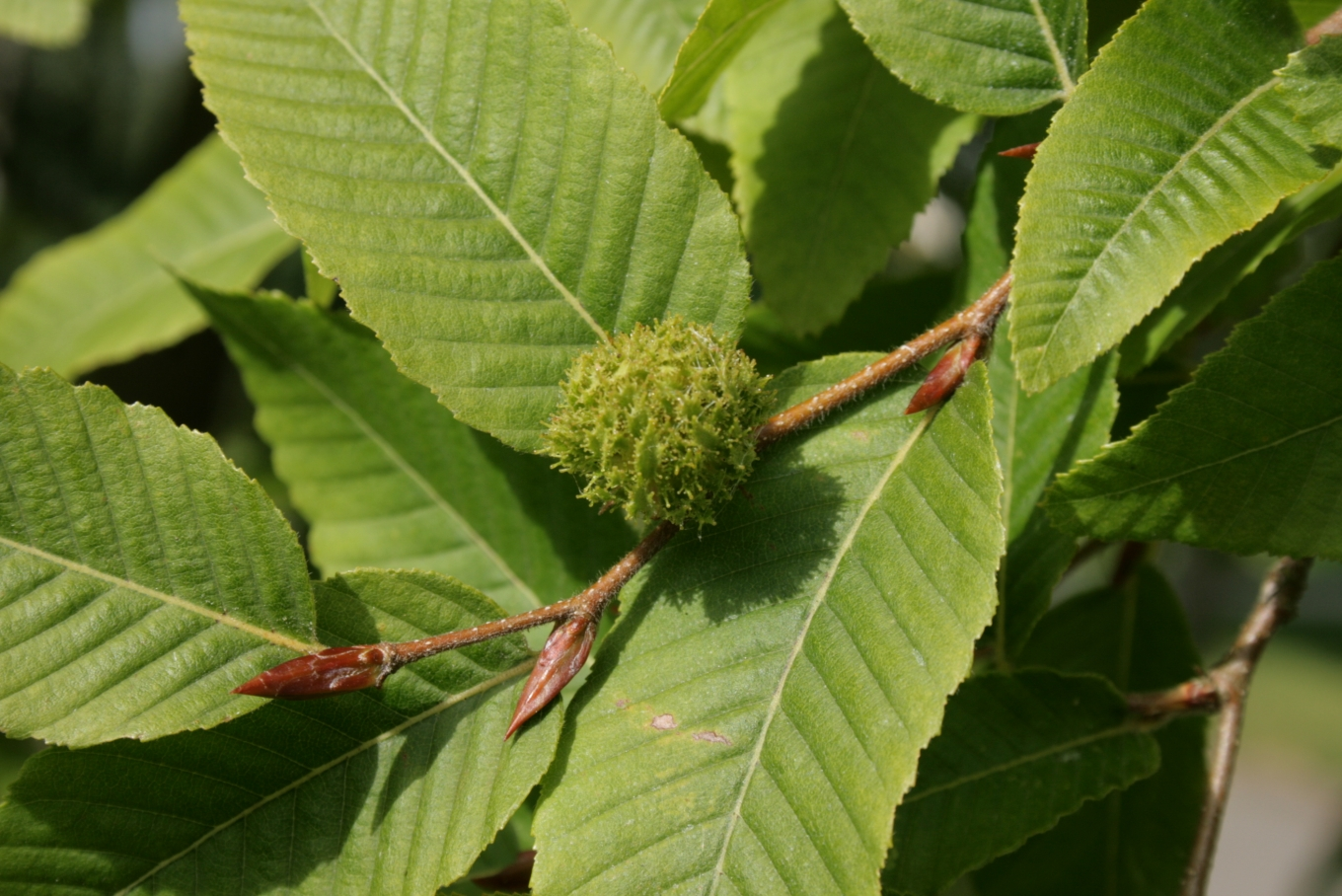
ラウリ (Nothofagus alpina)